# Olowalu
Olowalu – jednostka osadnicza w Stanach Zjednoczonych, w hrabstwie Maui.